# Онконефрология
Онконефрология — раздел медицины, возникший на стыке онкологии, нефрологии и урологии и изучающий доброкачественные и злокачественные опухоли почек, их этиологию и патогенез, методы их профилактики, диагностики и лечения (хирургического, лучевого, химиотерапевтического и иммунотерапевтического).
К области ведения онконефрологии относятся рак почки, в частности нефробластома.